# Let Go
Let Go – debiutancki album studyjny kanadyjskiej piosenkarki Avril Lavigne, wydany po raz pierwszy 4 czerwca 2002 roku przez wytwórnię Arista Records. Pod względem muzycznym płyta łączy w sobie głównie pop z elementami rocka alternatywnego i pop-rocka. Z kolei teksty utworów nawiązują do młodzieńczych problemów, relacji międzyludzkich oraz indywidualności. Pierwotne, ostrzejsze brzmienie albumu w dużej mierze stało się przyczyną konfliktu Lavigne z zarządcami wytwórni, oczekującymi od niej zmiany gatunku muzycznego. Następnie w prace z Kanadyjką zaangażowano zespół producencki The Matrix, który zrozumiał jej wizję płyty.
Let Go uzyskał głównie pozytywne recenzje krytyków muzycznych, jednakże jakość tekstów utworów, napisanych przez Lavigne, została niejednokrotnie skrytykowana. Płytę wypromowały trzy ogólnoświatowe przeboje z 2002 roku: „Complicated”, „Sk8er Boi” i „I'm with You”. W 2003 roku wydano kolejne dwa single, „Losing Grip” i „Mobile”, które nie powtórzyły sukcesów poprzedników. Z racji dużej sprzedaży, album został ogłoszony sześciokrotną platynową płytą w Stanach Zjednoczonych, siedmiokrotną w Australii oraz czterokrotną w Nowej Zelandii, natomiast w Kanadzie i Japonii otrzymał certyfikat diamentowej płyty. Let Go uczynił Lavigne najmłodszą wokalistką w historii, która osiągnęła szczyt brytyjskiej listy UK Albums Chart. W sumie sprzedaż albumu szacuje się na ponad 17 milionów egzemplarzy. Dzięki przychylnemu odbiorowi recenzentów i sukcesowi komercyjnemu, płyta i zawarte na nim utwory uzyskały wiele prestiżowych nagród i nominacji muzycznych, w tym aż osiem do nagrody Grammy w latach 2003-2004.

## Historia

### Geneza

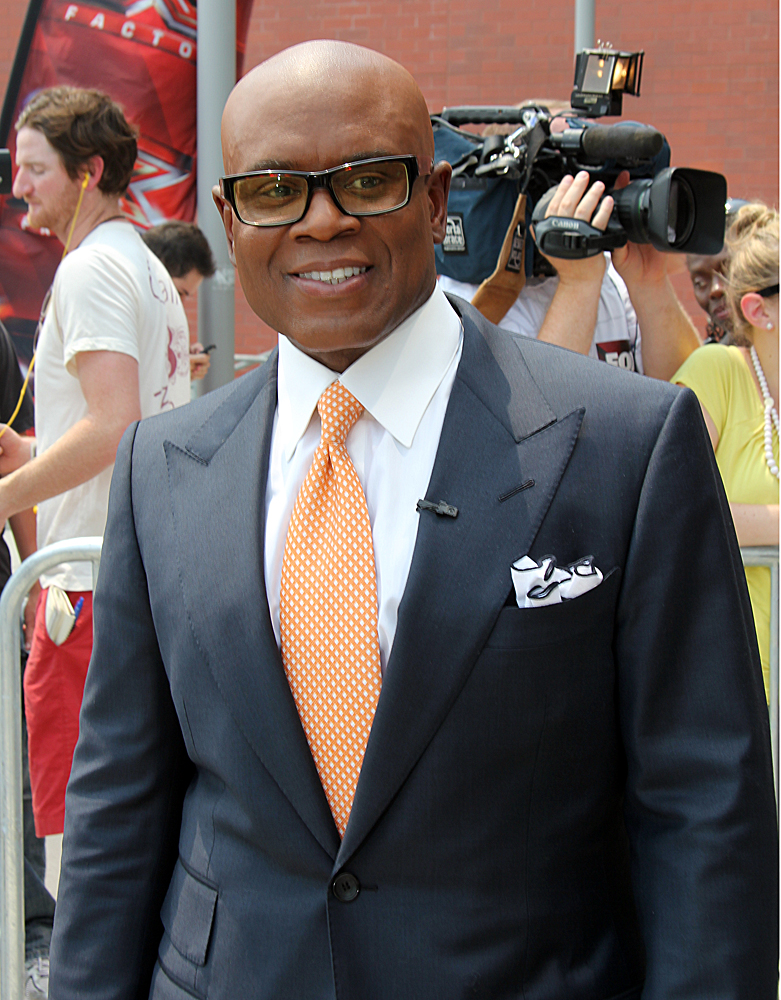
Lavigne przez długi czas negocjowała brzmienie Let Go z Arista Records. Ówczesnym prezesem wytwórni był Antonio L.A. Reid.

W listopadzie 2000 roku, po podpisaniu kontraktu z wytwórnią Arista Records, szesnastoletnia Avril Lavigne przeprowadziła się do Nowego Jorku. Tam rozpoczęła prace nad swoim debiutanckim albumem i na sześć miesięcy została powiązana z dwoma współautorami tekstów, którzy pracowali z nią pod instrukcjami Antoniego L.A. Reida. Prezes Arista Records oczekiwał od Lavigne nagrania folkowych piosenek w stylu ballad nowego country, ale jego koncepcje nie spodobały się młodej piosenkarce, zafascynowanej gitarą basową. W wyniku rocznego konfliktu z zarządcami wytwórni, Lavigne grożono zerwaniem kontraktu z Aristą. W tym czasie proponowano jej nagranie utworów, napisanych przez innych artystów, jednak ona lekceważyła ich jakość i chciała pisać własne teksty.
Następnie Kanadyjka przeniosła się do Los Angeles, gdzie współpracowała z tekściarzem i producentem Clifem Magnessem, który pozwolił jej kontrolować proces pisania kompozycji według własnej idei. Lavigne i Magness stworzyli wiele utworów, w tym „Losing Grip” oraz „Unwanted”, uznane przez artystkę za idealny obraz całego albumu. Jednakże wytwórni nie spodobało się brzmienie tego materiału, przepełnionego dźwiękami gitar elektrycznych. Rozpoczęto poszukiwania nowych producentów, którzy zrozumieliby koncepcje zarówno piosenkarki, jak i Aristy.
Na początku 2002 roku wciąż nieznana Lavinge zwróciła uwagę menadżera trzyosobowego zespołu producentów The Matrix. Według członka Lauren Christy, najpierw wysłuchali wczesnych piosenek Kanadyjki z roku 2001 i wyczuli w nich wpływ muzyki country. Później doszło do spotkania początkującej piosenkarki z muzykami, którzy po godzinnej rozmowie dowiedzieli się, że nie była ona zwolenniczką nagrywania utworów narzuconych przez wytwórnię. The Matrix zaproponowali jej kilka piosenek charakterystycznych dla Faith Hill, ponieważ takiego stylu muzycznego oczekiwała Arista. Lavigne odrzuciła je, twierdząc, że potrzebuje więcej utworów punk rockowych i zaprezentowała im własne kompozycje, nagrane we współpracy z Magnessem. Przed uformowaniem The Matrix, wcześniejsze projekty jego członków zahaczały o pop-rock, dlatego zrozumieli tę wizję płyty. Następnego dnia ponownie zaprosili Kanadyjkę do studia nagraniowego, gdzie wspólnie napisali utwór, który z czas ewoluował w „Complicated”. Kolejne nagranie, „Falling Down”, producenci uznali za przykład brzmienia odpowiedniego dla wokalistki. Lavigne postanowiła zaprezentować nowe nagrania Reidowi i zostały one przez niego zaakceptowane. Prezes wytwórni Arista Records poparł kierunek, w którym podążali artystka i The Matrix, a także zdecydował, że „Complicated” będzie pierwszym singlem promującym wydawnictwo. Reid odesłał Lavigne z powrotem do zespołu producentów, oczekując od nich miesięcznej współpracy. Ostatecznie wytwórnia pozwoliła na nagranie dziesięciu piosenek, co potrwało dwa miesiące.

## Pisanie i nagrywanie
Z grupą The Matrix, Avril nagrywała utwory w Decoy Studios, usytuowanych na przedmieściach Los Angeles, znanych jako Valley Village. Pracowała również z autorem i producentem Curtem Frasca i Peterem Zizzo, których studio na Manhattanie było wybrane przed podpisaniem kontraktu z Aristą, gdzie Lavigne nagrała także kilka piosenek. Członek zespołu The Matrix, Scott Spock, był ich głównym technikiem projektu, podczas gdy Tom Lord-Alge był przydzielony do łączenia nagrań. Spock ujawnił, że Avril normalnie nagrywała piosenkę w pięciu lub sześciu nagraniach, „i prawdopodobnie 90 procent użytych pochodziło z pierwszego lub drugiego”. The Matrix zasilił także chórki.
Przedstawiona jako piosenkarka i autorka tekstów, wpływ Lavigne powoli rósł. Avril zasugerowała, że jest główną autorką albumu. W artykule opublikowanym w magazynie Rolling Stone, artystka stwierdziła, że podczas współpracy z The Matrix, jeden członek zespołu był w studio kiedy pisali, ale nie napisał żadnych partii na gitarze, tekstów lub melodii. Według Lavigne, ona i Christy napisali wszystkie teksty. Graham wpadł na parę partii gitarowych.
The Matrix, który wyprodukował sześć piosenek Lavigne, z których pięć pojawiło się na albumie, miał inne wytłumaczenie na to jak przebiegała współpraca. Według nich, napisali znaczną część trzech singli: Complicated, Sk8er Boi i I'm with You, które były w zamyśle z partiami na gitarze i pianinie. Christy powiedziała, „Avril przyszła i zaśpiewała parę melodii, zmieniła słowo tu lub tam”. Reid uzupełnił kwestię mówiąc: „Jeśli szukam singla dla artysty, nie dbam o to, kto go napisał. Avril miała dowolność, gdyż naprawdę zadowalała i piosenki pokazują jej sposób myślenia. Avril zawsze była pewna swoich pomysłów”.
Pomimo tego, że potrzebowała popowych piosenek, by „wbić się” do środowiska, Avril czuła, że Complicated nie odzwierciedla jej i jej umiejętności jako autorki tekstów. Mimo to, była zadowolona z nagrania, gdy rozwinął z sukcesem jej karierę. Woli Losing Grip, ponieważ „jest o wiele więcej warte to, co wychodzi prosto od artysty”.

## Wydanie i promocja

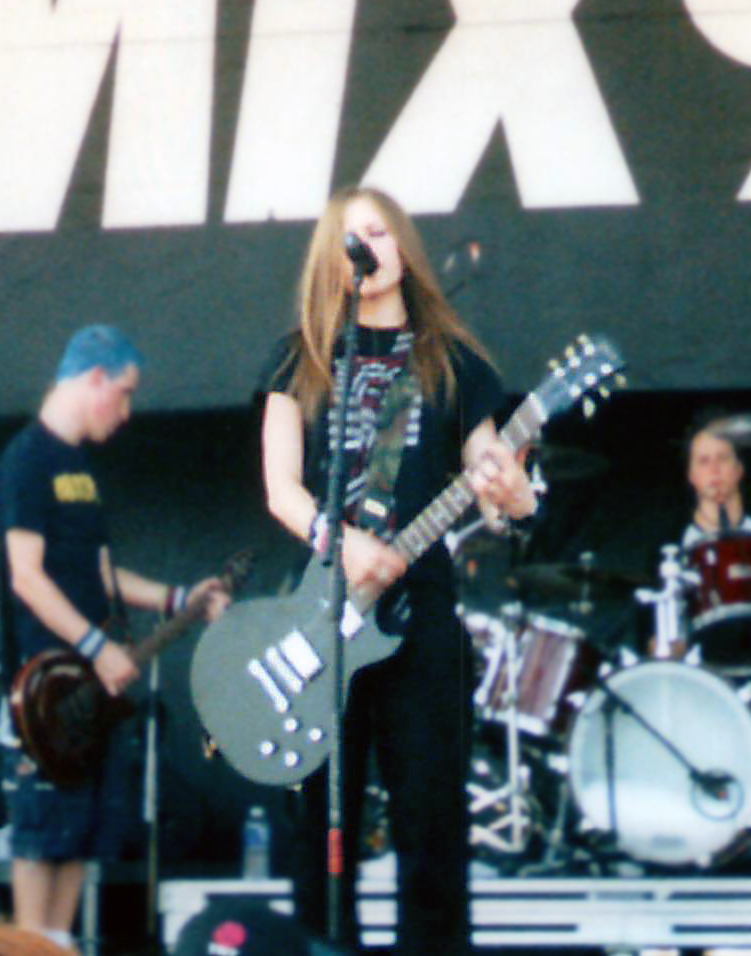
Lavigne podczas koncertu w 2002.

Album został wydany 4 czerwca 2002 roku w Kanadzie i Stanach Zjednoczonych. 22 lipca Let Go biło rekordy w sklepach na całym świecie i 26 sierpnia w niektórych partiach Europy, włączając Wielką Brytanię i Irlandię. Płyta w formacie DataPlay była wydana we wrześniu 2002 roku. Arista podpisała kontrakt z DataPay wcześniej w 2002 i włączyła Let Go wraz z albumami Santany i Whitney Houston.
Pomimo tego, że muzyka Avril była kierowana do nastoletniej publiczności, chcąc rozpocząć jej karierę, Arista wydała Complicated jako pierwszy singiel albumu, który był uważany za wstęp do muzyki Lavigne dla wszystkich pokoleń. Mimo tego teledysk do utworu ukazywał artystkę i jej zespół siejących spustoszenie w sklepie, „rodzaj symbolu, który zmuszał dorosłych do myślenia raczej „Wyczyść ten bałagan!” niż oburzenia nagraniem”. Następny singiel Sk8er Boi był wymierzony w dzieci z kultury pop-punk. Aranżacja singli, z I'm with You jako trzeci, było uważane za „kontrowersyjny wybór”. Uważano, że I'm with You miał „największy potencjał do bycia hitem na albumie” i mógł pokazać Avril w świetle bardziej dojrzałej artystki, gdyby był wydany jako pierwszy. Według Reida, „Niektórzy ludzie po prostu tego nie zrozumieli. Z pierwszym teledyskiem, była obawa, że może z powodu tego, że jest tak młoda i chętna do zabawy, może odstraszyć poważniejszych wielbicieli muzyki”. Wydanie Sk8er Boi spowodowało nieporozumienia pomiędzy wieloma dyrektorami ustalającymi ramówki w radiach. Jednakże ich wrażenia zmieniały się kiedy słuchacze pomogli im zmienić ich tok myślenia. Wczesny awans singla udowodnił jego sukces, pokazując, że jest popularny zarówno wśród starszych słuchaczy, jak i wśród nastolatków.
Dojrzała ballada I'm with You biła rekordy pod koniec listopada 2002 roku, polecając rodzicom na święta, jeśli nie do zakupu dla siebie, to do sprezentowania go ich córkom i siostrzenicom lub bratanicom. Jego wydanie postawił inne wyzwanie wytwórni, ponieważ, według Reida, nie był taki, by urzec dzieci. Losing Grip był wydany jako czwarty singiel albumu, „mając za zadanie bycie mostem do jej następnego albumu, który Avril zapowiada jako jeszcze bardziej hardrockowy niż jej debiut”. Jednakże inne piosenki zostały wydane jako regionalne single, tylko radiowe. Mobile był wydany jedynie w Australii i Nowej Zelandii. Był później użyty w 2003 w filmie The Medallion, w 2004 w filmie Wimbledon i jako krótki moment w filmie Just Married. Things I'll Never Say został wydany we Włoszech. Unwanted w Wielkiej Brytanii. Tomorrow był grany w jednym odcinku drugiego sezonu serialu Smallville i stał się bardzo popularny wśród fanów.
Avril Lavigne występowała w wydarzeniach wakacyjnych w Stanach Zjednoczonych, co spowodowało wzrost sprzedaży albumu w tym sezonie. Wyruszyła w swoją pierwszą trasę koncertową, Try To Shut Me Up Tour, która rozpoczęła się 23 stycznia i skończyła 4 czerwca 2003 roku. Koncertowała ze swoją grupą - perkusista Matthew Brann, basista Charlie Moniz oraz gitarzyści Jesse Colburn i Evan Taubenfeld. W trasie zawarła wszystkie piosenki z Let Go, piosenkę z B-sides oraz covery Knockin’ on Heaven’s  Door Boba Dylana i Basket Case wydanej przez Green Day.
Avril nagrała swój występ w Buffalo 18 maja 2003 roku, ostatniego koncertu w trakcie trasy po Ameryce Północnej. DVD My World zostało wydane 4 listopada 2003 roku, jako współprzedsięwzięcie Arista Records i 20th Century Fox Home Entertainmnet. Płyta DVD pokazuje koncert, sceny z kulis, pięć teledysków i sześciopiosenkową płytę audio, zawierającą cztery niewydane nigdzie nagrania.

## Odbiór

### Opinie krytyków
| Oceny łączne         | Oceny łączne |
| Publikacja           | Ocena        |
| -------------------- | ------------ |
| Album of the Year    | 56/100       |
| Metacritic           | 68/100       |
| Recenzje             |              |
| Publikacja           | Ocena        |
| AllMusic             | [ 16 ]       |
| Blender              | [ 17 ]       |
| Robert Christgau     | [ 18 ]       |
| Entertainment Weekly | B-           |
| laut.de              | [ 20 ]       |
| NOW Magazine         | [ a ] [ 21 ] |
| Pitchfork            | 6.6/10       |
| Q                    | [ 15 ]       |
| Rolling Stone        | [ 23 ]       |
| Slant Magazine       | [ 24 ]       |

Let Go otrzymał przeważnie przychylne opinie od krytyków. Krytyk magazynu Rolling Stone Pat Blashill napisał, że album „przyszedł naładowany w pełni tuzinami zaraźliwymi hymnami z Total Request”. Blashill pogratulował Avril posiadania „wspaniałego głosu”, dodając, że zrobiła płytę z „wykwalifikowanym zespołem tworzącym hity”. Christina Saraceno z AllMusic zauważyła, że Lavigne „zgrabnie radzi sobie z różnorodnymi stylami”, jednocześnie uważając ją za „zdolną autorkę tekstów z silnymi wokalnymi chwytami”. Mimo to Saraceno wydała opinię, że „w jej wieku, wydaje się, że ciągle szuka siebie, zapożyczając z muzyki, przy której dorastała”. John Perry z magazynu Blender podsumował Let Go jako „nadzwyczajny popowo-gitarowy debiut”. Recenzja w magazynie Q chwaliła Lavigne za ukazanie „muzycznej przebiegłości, daleko wyprzedzającej jej wiek”. Dla Jona Caramanica z Entertainment Weekly, „jednobarwny debiut Lavigne złożony z pozbawionego wyobraźni rocka jest uratowany tylko przez brak powagi jej piosenek”.
Niektórzy recenzenci mieli podobne odczucia co do jakości słów niektórych piosenek z albumu. Saraceno powiedziała, że Lavigne „wciąż musi dorosnąć, by tworzyć teksty”, podkreślając, że Sk8er Boi ukazuje jej „mankamenty tekstowe” i nazywając sposób wyrażania w Too Much To Ask „niezręcznym i czasem głupawym”. Perry zauważa, że słowa do Sk8er Boi są „ujmująco naiwne”.
Album zarobił dla Avril wiele nagród od organizacji na całym świecie. Sukces pojawienia się płyty doprowadził Lavine do nazwania jej Najlepszą Nową Wokalistką na MTV Video Music Awards w 2002 roku, jak również do wygrania World Music Award dla Najlepiej Sprzedającej Się Kanadyjskiej Piosenkarki. Wygrała trzy nagrody - Ulubiona Wokalistka, Ulubiony Wybijający Się Artysta i Nagrodę Za Styl - najwięcej ze wszystkich występujących na MTV Asia Awards w 2003 roku. Otrzymała pięć nominacji za album na Grammy Awards w 2003 roku, włączając Najlepszy Nowy Artysta i Najlepszy Album Pop. Single Complicated i I'm with You były nominowane do Piosenki Roku w 2003 i 2004 roku, co daje sumę ośmiu nominacji za album. Avril była nominowana w sześciu kategoriach na Juno Awards w 2003 rok - odbywającym się w Ontario, w Kanadzie - wygrywając cztery w tym Najlepszy Album i Najlepszy Nowy Artysta.

### Komercyjne osiągnięcia
Let Go zdobył komercyjny sukces w Stanach Zjednoczonych, zyskując pochwałę od magazynu Entertainment Weekly jako jeden z najwybitniejszych debiutów pop 2002 roku. Album zadebiutował na Billboard 200 ze sprzedażą na poziomie 62,000. Wysoki debiut spowodowany był sukcesem Complicated, który zanotował wysoki awans na MTV. Zwiększające się tygodniowe sprzedaże pozwoliły płycie na pozostanie w pierwszej dziesiątce na 10 tygodni. W grudniu 2002 roku magazyn Entertainment Weekly ogłosił, że album sprzedał się w ilości 3,9 miliona kopii, stając się trzecim najlepiej sprzedającym się albumem 2002 roku w Stanach Zjednoczonych. Po roku Nielsen SoundScan ujawnił, że Let Go sprzedał ponad 4,1 miliona kopii w Stanach Zjednoczonych. Album uzyskał czterokrotną platynę od Recordin Industry Association of America. Wszystko to zapewniło Let Go tytuł najlepszego debiutu 2002 roku i najlepiej sprzedającego się albumu żeńskiej wokalistki. 30 kwietnia 2004 roku, RIAA obłożyła album sześciokrotną platyną, ogłaszając sprzedaż przekraczającą 6 milionów kopii.
Po otwierającym występie na Billboard Music Awards w 2002 roku, Let Go nadal było najlepiej sprzedającą się płytą w trakcie wakacji. Pomimo tego, że spadła na pozycję drugą we wrześniu 2002 roku, Let Go podniosło się z 3 na 2 miejsce na Billboard 200. Wzrost sprzedaży był wynikiem występu Avril 11 stycznia w Saturday Night Live jako gość muzyczny. W Wielkiej Brytanii, płyta potrzebowała więcej czasu, by osiągnąć szczyt UK Albums Chart. W 18 tygodniu zestawienia w roku 2003, album osiągnął pozycję pierwszą przez kontynuujący się sukces Sk8er Boi. Let Go był 12. najlepiej sprzedającym się albumem w 2003 roku w Wielkiej Brytanii. Płyta pokryła się pięciokrotną platyną, uznaną przez British Phonographic Industry.
Let Go sprzedawało się także dobrze w Kanadzie, w przeciągu niecałego roku osiągając ponad milion kopii. Canadian Recordin Industry Association uznało płytę za diamentową w maju 2003 roku. W Australii Let Go pokryło się siedmiokrotną platyną przez Australian Recording Industry Association w 2003 roku, sprzedając się w ilości przekraczającej 490 tysięcy kopii. Album był 10. najlepiej sprzedającą się płytą 2002 roku i trzecią w następnym roku. W Polsce uzyskał status złotej płyty.

## Lista utworów
| Nr  | Tytuł utworu            | Autorzy                               | Producenci    | Długość |
| --- | ----------------------- | ------------------------------------- | ------------- | ------- |
| 1.  | „Losing Grip”           | Avril Lavigne, Clif Magness           | Magness       | 3:53    |
| 2.  | „Complicated”           | Lavigne, The Matrix                   | The Matrix    | 4:04    |
| 3.  | „Sk8er Boi”             | Lavigne, The Matrix                   | The Matrix    | 3:23    |
| 4.  | „I'm with You”          | Lavigne, The Matrix                   | The Matrix    | 3:42    |
| 5.  | „Mobile”                | Lavigne, Magness                      | Magness       | 3:31    |
| 6.  | „Unwanted”              | Lavigne, Magness                      | Magness       | 3:40    |
| 7.  | „Tomorrow”              | Lavigne, Curtis Frasca, Sabelle Breer | Frasca, Breer | 3:48    |
| 8.  | „Anything But Ordinary” | Lavigne, The Matrix                   | The Matrix    | 4:11    |
| 9.  | „Things I'll Never Say” | Lavigne, The Matrix                   | The Matrix    | 3:43    |
| 10. | „My World”              | Lavigne, Magness                      | Magness       | 3:26    |
| 11. | „Nobody's Fool”         | Lavigne, Peter Zizzo                  | Zizzo         | 3:56    |
| 12. | „Too Much To Ask”       | Lavigne, Magness                      | Magness       | 3:45    |
| 13. | „Naked”                 | Lavigne, Frasca, Breer                | Frasca, Breer | 3:28    |
|     |                         |                                       |               | 48:30   |

## Status płyty
| #  | Zestawienie             | Miejsce | Status                |
| -- | ----------------------- | ------- | --------------------- |
| 1. | Australian Albums Chart | 1       | siedmiokrotna platyna |
| 2. | Canadian Albums Chart   | 1       | diamentowa            |
| 3. | UK Albums Chart         | 1       | pięciokrotna platyna  |
| 4. | Billboard 200           | 1       | sześciokrotna platyna |

## Try to Shut Me Up Tour
"Try to Shut Me Up Tour” to trasa koncertowa promująca 1 album Avril Lavigne.
Track Lista „Try to Shut Me Up Tour”:
1. Sk8er Boi
2. Nobody's Fool
3. Mobile
4. Anything But Ordinary
5. Losing Grip
6. Naked
7. Too Much to Ask
8. I Don't Give
9. Basket Case
10. My World
11. I'm with You
12. Complicated
13. Unwanted
14. Tomorrow
15. Knockin’ on Heaven’s  Door
16. Things I'll Never Say

## Single
- „Complicated” to singel promujący album. Dzięki niemu kariera Lavigne nabrała rozpędu, a sprzedaż „Let Go” bardzo szybko wzrosła. Piosenka osiągnęła drugie miejsce na liście „US Billboard Hot 100”, trzecie miejsce na „UK Single Chart”. W Australii utwór był numerem jeden przez 6 tygodni.
- „Sk8er Boi” to drugi singel z Let Go. Piosenka różni się od Complicated, jest weselsza i bardziej skoczna. Singel znalazł się z pierwszej dziesiątce w Wielkiej Brytanii oraz Stanach Zjednoczonych oraz w pierwszej trzydziestce w Kanadzie.
- Jako trzeci ukazał się singel „I'm with You”. Jest to powolna ballada. W ten sposób artystka pokazała się publiczności z innej strony. Singel na listach przebojów radził sobie nieco lepiej niż „Sk8er Boi” – osiągnął czwarte miejsce na liście „Billboard Hot 100”, stał się numerem cztery w Wielkiej Brytanii. W Kanadzie utwór znalazł się na siedemnastej pozycji.
- „Losing Grip” to kompozycja z gatunku rock alternatywny i czwarty singel Kanadyjki. Spośród pierwszych czterech singli sprzedał się zdecydowanie najgorzej. Osiągnął dopiero czterdzieste szóste miejsce na „Billboard Hot 100”, dwudzieste drugie w Wielkiej Brytanii. Najlepiej utwór poradził sobie w Australii – znalazł się tam w pierwszej dwudziestce. W sumie, premiera singla nie okazała się sukcesem.
- Piątym singlem był „Mobile”. Należy zaznaczyć, że był to tylko singel radiowy. Zajął dwudzieste szóste miejsce w Australii.

Ulubioną piosenką fanów okazała się być „Too Much To Ask”. Lavigne jednak nie zdecydowała się wydać singla, gdyż rozpoczęła prace związane z drugim albumem studyjnym – Under My Skin.

## Trasy koncertowe
Główna trasa koncertowa promująca album Let Go nazywała się Try To Shut Me Up Tour. Z niej pochodzi pierwsza płyta koncertowa wydana przez Avril Lavigne – My World.